# Protura
I Proturi (Protura Silvestri, 1907) sono un ordine di esapodi della classe, parafiletica, degli Entognati (o Paraentoma).
Essi costituiscono, secondo la maggior parte degli autori, un ramo con progenitori comuni agli Insetti, che non si è evoluto al pari degli altri. Diversamente l'entomologo Alexander Klots ritiene che nei Protura si manifesti una tendenza all'involuzione.

## Descrizione

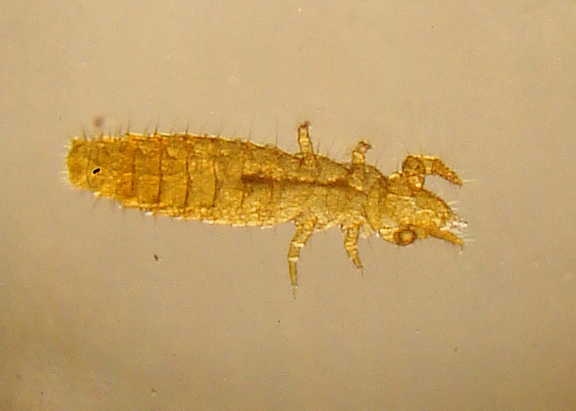
Proturo acerontomide

Si tratta di animali molto piccoli (da 0,5 a 2 mm di lunghezza), senza pigmento, privi di occhi e di antenne, con estremità addominale semplice, senza cerci; hanno un numero di segmenti addominali (12) più alto di quello di ogni altro gruppo. Nascono dall'uovo con soli 9 segmenti e, unici tra gli esapodi, ne acquistano altri 3 nel corso delle mute.
Sono muniti di due organi di senso circolari detti pseudo-oculi, interpretati come antenne rudimentali.
Il paio di zampe anteriori non ha più funzione locomotoria ma viene tenuta rivolta in avanti e si crede che supplisca alle funzioni sensoriali delle antenne. Le trachee sono modestamente sviluppate; in alcuni generi possono mancare ed in tal caso l'assunzione di ossigeno avviene per via cuticolare. I primi tre segmenti addominali portano dei brevi stili o processi coxali, considerati arti vestigiali.

## Comportamento
Si nutrono generalmente di miceli fungini, specialmente di micorrize perforando le cellule con il pungente apparato boccale.

## Tassonomia
Comprende 731 specie, raggruppate in 7 famiglie:
Acerentomata
- Hesperentomidae
- Protentomidae
- Acerentomidae

Eosentomata
- Antelientomidae
- Eosentomidae

Sinentomata
- Fujientomidae
- Sinentomidae

In Italia la specie più comune è Acerentomon doderoi, il cui nome è fa riferimento ad Agostino Dodero.